# Haematopota tumidicornis
Haematopota tumidicornis är en tvåvingeart som beskrevs av Austen 1912. Haematopota tumidicornis ingår i släktet Haematopota och familjen bromsar.
Artens utbredningsområde är Kenya. Inga underarter finns listade i Catalogue of Life.